# Renault 5
El  Renault 5, conegut popularment com a R-5 en la primera generació, i com Supercinc en la segona, és un automòbil de turisme del segment B produït pel fabricant francès Renault entre 1972 i 1996. Va ser fabricat principalment al seu país d'origen, França, a Valladolid (1972-1984) i després Palència (Supercinc), Espanya, i a la planta de l'empresa governamental Dina Renault-Jeep a Ciudad Sahagún, Mèxic de 1975 a 1984. Se'n van fabricar gairebé 5,5 milions d'unitats.

## Primera generació (1972-1984)

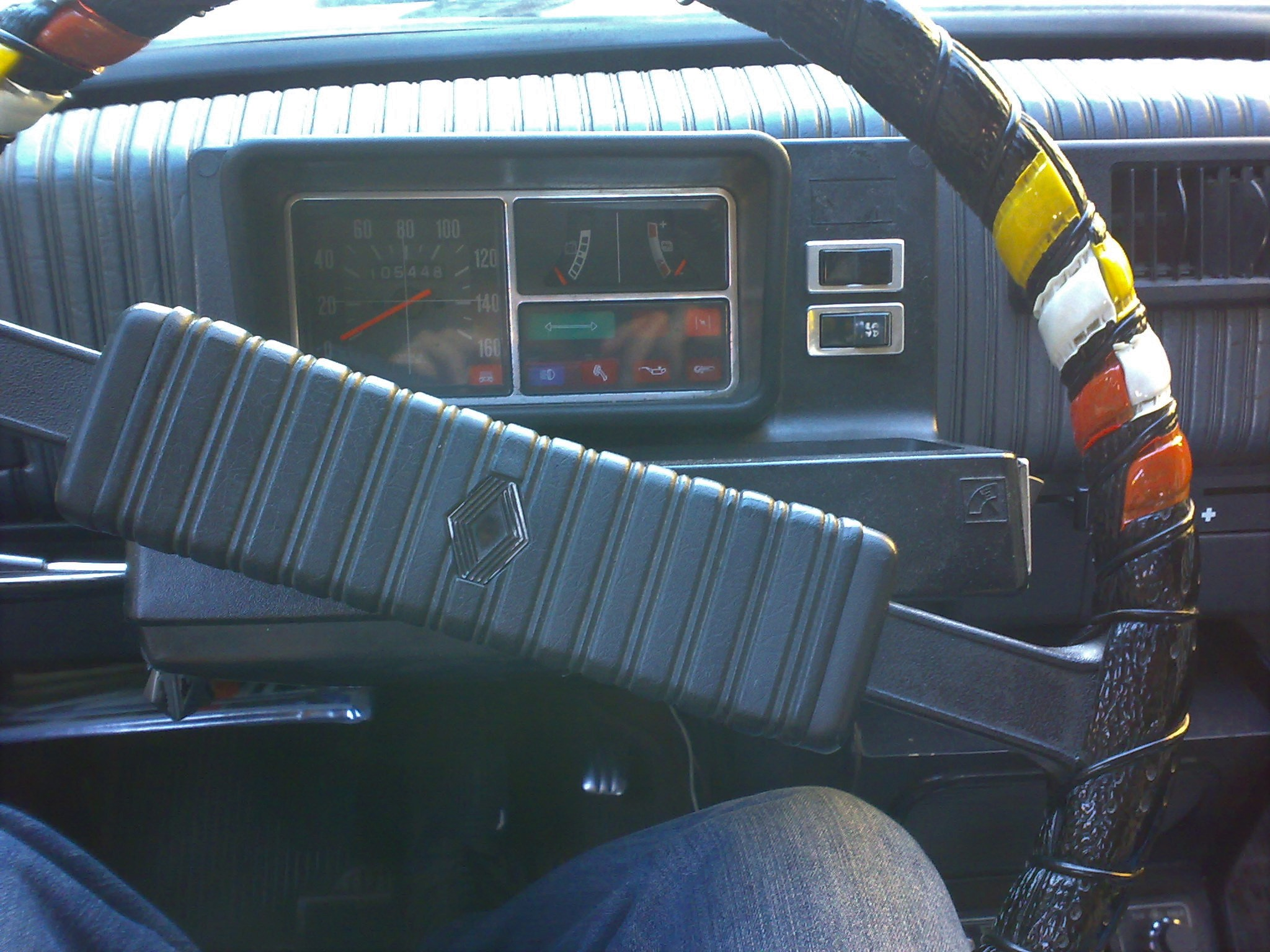
Quadre de comandaments del Renault 5 TL de 1978.

L'R5 va ser creat el 1972 dins d'un corrent de moda de vehicles petits i senzills que havia creat el Mini. El seu dissenyador, Michel Boué, el va realitzar amb una inusitada rapidesa. Partint d'una fotografia del Renault 4 va traçar les línies mestres del R5 en dos dies. En síntesi, consistia en el concepte de l'R4, al qual es passava al cofre motor la roda de recanvi originalment penjada darrere, amb la consegüent reducció de longitud. En el compartiment del motor es va acostar el grup motor a l'habitacle de passatgers per guanyar espai. Es va utilitzar la tècnica del monocasc amb una carrosseria de tres portes només. La palanca en els primers models conservava el sistema de l'R4 al quadre de comandament. Posteriorment es va traslladar a terra, ideant un sistema de palanca per sota del motor per accedir a la caixa de canvis situada davant. Les versions espanyoles van muntar aquest sistema des del principi. Els para-xocs eren de plàstic, millorant als metàl·lics en el fet de poder absorbir els petits cops sense deformacions persistents, sent un dels pioners d'una solució que va acabar adoptant la pràctica totalitat dels models existents al mercat.
Muntava motors del tipus Cléon (conegut com a tipus Serra a Espanya) d'entre 782 i 1.397 cc, amb una mecànica simple compartida amb altres models de la marca. La suspensió era per barres de torsió.
El primer model fabricat a Espanya, a la factoria de Valladolid, va ser el 950, basat en el TL francès, amb motor de 956 cc. A partir de 1974, la gamma es va desdoblar en 950 i TL, únicament basant-se en l'equipament. Després de desaparèixer el 950 poc després, el 1975 es va unir a la gamma el GTL, amb motor de 1037 cc, substituït més endavant per un altre de 1108 cc. També el 1975 es va llançar la versió esportiva TS (Tourisme Sport), amb motor de 1289 cc, 64cv i carburador Weber-Bressel de doble cos i va ser llavors considerat com un petit esportiu de luxe, pels seus extres i per la qualitat dels seus acabats que amb el temps l'ha elevat a l'estatus de vehicle mític. Amb aquesta versió, coneguts pilots espanyols com Carlos Sainz o Jesús Puras es van iniciar en el món dels ral·lis.
El 1977 va aparèixer la versió Alpine (Copa a Espanya, Gordini a Gran Bretanya), en principi destinada a la competició, amb motor de 1.397 cc i culata Gordini hemisfèrica de 93 CV DIN. Va ser el cotxe amb què es va córrer la Copa Nacional Renault a Espanya des de 1977, substituint al Renault 8 TS, sent utilitzat el R5 TS per a la Copa Iniciació a partir de 1979. El 1982 va aparèixer la versió Alpine Turbo (Copa Turbo a Espanya, Gordini Turbo a Gran Bretanya), amb el mateix motor però turboalimentat i una menor relació de compressió, que s'acostava als 110 CV DIN. A causa de l'estrany sistema d'alimentació adoptat (carburador "aspirat") no es va poder implementar un intercanviador aire-aire (intercooler).
El 1979 es va llançar la carrosseria de cinc portes, les portes prenien com a base les del Renault 7, disponible a Espanya en les versions TL i GTL. Aquest mateix any tota la gamma va patir una reestilització interior.
L'any 1982 la versió TX va substituir a la TS, amb 1397 cc, 63 CV DIN i canvi de 5 velocitats, amb un arbre de lleves molt menys creuat i, per tant, amb un comportament menys esportiu. A part dels fars halògens de llarg abast de la calandra del TS van passar a ser de boira al TX, muntant també de sèrie encesa electrònica.
El 1984 va aparèixer, com a model inicial de la gamma espanyola per sota dels TL i GTL, el Supercar, ofert també en versions de 3 i 5 portes. Equipava el mateix motor de 1108 c.c. i 45cv DIN a 5.000 r.p.m. del Renault 5 TL. Muntava de sèrie les mateixes llantes dels inicials R-5 TS, igual que els seients tipus "pètal" del TX, però amb el quadre simple del TL, sense cuentarevoluciones.
La producció va cessar simultàniament a França i Espanya, per donar pas al Supercinc.
A Mèxic, conegut popularment com a "Renol sabateta" (sic), es va començar a construir el model l'any 1975 a la planta de Renault de Mèxic filial de l'empresa paraestatal Dina en Ciutat Sahagún al nord de la capital mexicana. Després de l'èxit obtingut a Europa, va ser llançat en la versió TL i posteriorment TS amb motllures laterals i sense, facturats sota les distribuïdores del conglomerat Dinamarca Vehicles Automotors Mexicans-Jeep. Cap al 1982, Dina té la seva línia de distribuïdors, l'anomenada «La nova Renault de Mèxic», i es comencen a construir les versions Mirage L i LS amb el nou tauler incorporat pel GTL francès el 1979, per cessar la construcció amb la versió Mirage TX amb llandes de magnesi el 1984 al costat del Renault Routier. La única competència al mercat mexicà va ser el Volkswagen Carib del qual es va fabricar un nombre considerablement major, a causa del cost inferior de manteniment i recanvis, i perquè va comptar amb una agressiva publicitat a la televisió.

## Renault 5 Turbo (1980-1986)
Va existir una versió esportiva especial amb motor central i tracció posterior, comercialitzada com  Renault 5 Turbo  (1980-1982) i  Renault 5 Turbo 2  (1982-1986). D'aquest vehicle es van realitzar diverses evolucions en sèries limitades, orientades a la competició, culminades amb el Renault 5 MaxiTurbo (1985), amb una potència propera als 400 CV, homologat per ral·lis com Grup B (1985). Les versions de carrer van muntar el motor Alpine de 1397 cc turboalimentat, encara que amb alimentació per injecció mecànica i intercooler. La carrosseria, monocasc, estava notablement eixamplada respecte al R5 Fase 1.

## Segona generació (1984–1996)
La segona generació, anomenada internament com Fase 2 i comercialment com Supercinc (Supercinq en francès), va aparèixer el 1985 amb una carrosseria nova que, tot i això, conservava les línies mestres del R5 original. Van aparèixer noves motoritzacions en posició transversal i suspensions davanteres MacPherson amb braços tirats darrere. En el plec de condicions es va pensar a fer un cotxe que recordés visualment al popular R5 però sense tenir res a veure amb ell. La carrosseria es va dotar d'amplis vidres corbats que van augmentar la capacitat interior amb unes dimensions exteriors similars. A la gamma es van incloure versions dotades d'un motor Dièsel, d'acord amb l'exigència del mercat motivada pel baix preu del gasoil. Des del començament hi va haver versions de tres i cinc portes (aquesta amb 6 centímetres més de longitud i distància entre eixos), en configuracions econòmiques, luxoses i esportives. Va donar lloc a un vehicle derivat destinat al transport de mercaderies, la furgoneta Renault Express
Al maig de 1985 va aparèixer la versió esportiva GT Turbo, conegut sovint a Espanya com "Copa Turbo" a causa dels seus anagrames. Es tractava d'un vehicle d'altes prestacions a un preu molt competitiu, comportament esportiu i unes prestacions fora del normal per l'època que va viure: 200 km/h. de velocitat punta i una acceleració de 0 a 100 km/h en menys de 8 segons. Estava equipat amb un motor 1.4 8v de 1.397 cc, i un turbo Garrett T2 amb bescanviador aire-aire que bufava a 0,7 bar aproximadament. El rendiment era de 115 CV DIN a 5.750 rpm, 16,8 mkg de parell a 3.000 rpm. Comptava amb una estètica esportiva basada en diversos additaments exclusius de carrosseria, suspensions McPherson davant i barres de torsió darrere, barres estabilitzadores en ambdós eixos i frens de disc a les quatre rodes.
A causa d'una pobra refrigeració de l'oli, l'elevada potència, el turbo, un radiador petit i l'escàs espai de ventilació en el motor, les primeres unitats van presentar alguns problemes de refrigeració: el vehicle tendia a escalfar-se massa fent-lo treballar intensament, ja que el turbo no era refrigerat per aigua i atenyia temperatures molt altes. El sistema de refrigeració va ser gradualment modificat, fins que a partir de maig de 1986 va passar a muntar el turbo refrigerat per aigua, el que allargava considerablement la vida d'aquest element.
El juliol de 1987 va arribar la fase 2 del GT Turbo, amb 120 CV DIN a 5.750 rpm, 16,8 mkg de parell a 3750-4750 rpm, a causa del canvi de la unitat d'encesa (RENIX 208 en els Fase 1, RENIX 209 en els Fase 2). A més es va col·locar la unitat d'encesa darrere del tallafocs i no sobre el turbo calent (un altre problema experimentat en els Fase 1), un sistema de refrigeració del motor i turbo totalment nous, fins i tot se li suma una unitat desgasificadora, nous ajustos de carburador, tancament centralitzat amb comandament a distància, avisador acústic d'oblit de llums i una nova consola central més llarga i estilitzada. El tancament centralitzat i els alçallunes elèctrics van passar a ser equipament de sèrie. També es va canviar la geometria de la suspensió davantera, i alguns additaments estètics com la calandra, el para-xocs davanter, els aletins posteriors i la inclusió d'un aleró li van fer guanyar a coeficient aerodinàmic, de Cx 0,36-0,35. Aquesta versió va ser molt popular per la participació en esdeveniments com la Copa Nacional Renault o en ral·lis de velocitat. Estava enfocat cap a un públic jove, a causa el seu preu assequible, prestacions elevades i aspecte esportiu. No obstant això, va adquirir bastant mala fama pels nombrosos accidents que provocava l'enorme potència i reduït pes entre un col·lectiu de conductors joves, massa audaços i poc destres.
Al juny de 1990 va aparèixer el Renault Clio com a successor del Supercinc. Els dos models van conviure fins a 1992. En els últims anys de vida van desaparèixer les versions normals, i es comercialitven a Espanya versions econòmiques amb noms com Saga, Campus o Five, algunes de tiratge limitat.